# Обров (Хрпеље-Козина)
Обров (словен. Obrov, итал. Obrovo Santa Maria) је насеље на Красу у општини Хрпеље-Козина на путу Ријека-Трст, Словенијa.

## Географија
Обров се на површини од 6,45 км² налази на јужном или ћићаријском Красу понад крашког поља на најисточнијем делу општине Грпеље-Козина, на путу Ријека-Трст удаљен 6 км од Марковшчине, према западу и исто толико од Подграда, према Ријеци. У Оброву се одвајају локални путеви, јужно преко Ћићарије: село Голац (под Словенијом) - Водице (у делу Истре под Хрватском) све до Бузета (Ћићаријска трансверзала), а северно из Оброва води пут до Габерка и Према.
Ha кpeчњaчкoм дeлy нaлaзe ce типичнe кpaшкe пojaвe - пeћинe. кao штa cy Видaлacтa jaмa и Полинa пeч.

## Историја
До територијалне реорганизације у Словенији налазио се у саставу старе општине Сежана

## Становништво
Према подацима Статистичког уреда РС у Оброву је 2020. живео 201 становник.
| Број становника према пописима | Број становника према пописима | Број становника према пописима |
| ------------------------------ | ------------------------------ | ------------------------------ |
| 1991                           | 2002                           | 2011                           |
| 212                            | 187                            | 198                            |